# Wassen beeld

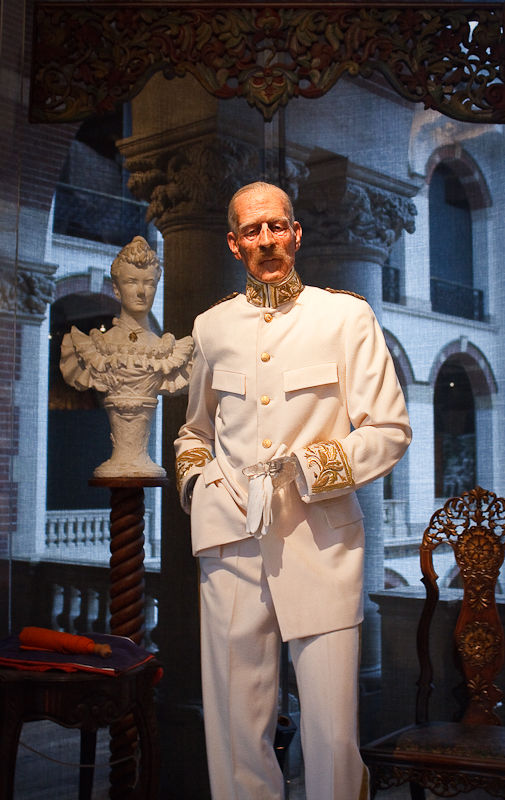
Wassen beeld van de Nederlandse gouverneur-generaal Bonifacius Cornelis de Jonge (1875-1958) in het Wereldmuseum in Amsterdam

Een wassen beeld is een levensecht beeld van een al dan niet beroemd persoon, gemaakt van was. Vaak worden deze beelden verzameld in een museum, waarvan het bekendste voorbeeld de wassenbeeldenmusea van Madame Tussauds zijn, met vestigingen in onder meer Amsterdam, Londen en Berlijn.
Deze vervaardiging van wassen sculpturen bestaat al lang; vroeger werden dodenmaskers gemaakt uit was en er bestaat er ook de zogenaamde wassen volksdevotie.